# Ассоциация международного права
Ассоциация международного права — международная неправительственная организация, занимающаяся развитием международного права и применением его норм. Имеет консультативный статус при Организации Объединённых Наций по вопросам образования, науки и культуры (ЮНЕСКО), Международной морской организации, Конференции ООН по торговле и развитию (ЮНКТАД) и ряде других организаций.
Организована в Брюсселе в 1873 году. Изначально называлась «Ассоциацией по реформе и кодификации права народов». С 1895 года переименована в «Ассоциацию международного права».

## Ассоциация международного права и Россия
Российская Ассоциация международного права является правопреемником и продолжателем Советской Ассоциации международного права (САМП), созданной в 1957 году по инициативе ведущих отечественных юристов-международников. Основными целями Ассоциации явилось содействие объединению научного и интеллектуального потенциала науки и практики, обмен опытом в целях прогрессивного развития, актуализации и эффективного применения международного публичного и частного права.
Первым президентом САМП был избран профессор Г. И. Тункин, сочетавший в себе черты опытного практика в сфере международного права, организатора образования и выдающегося ученого.
Первым Учёным секретарем Ассоциации была назначена Л. В. Корбут.
Ассоциация жила, росла, взрослела, объединяя в своих рядах преподавателей, практических работников, учёных-исследователей, а также студентов и аспирантов, интересующихся вопросами международного права.
Сегодня Ассоциация объединяет всех лиц, интересующихся проблемами современного международного права, проживающих и работающих в Российской Федерации. Её двери открыты для представителей научных кругов, преподавателей, аспирантов и студентов, а также практических работников из стран СНГ и любых иных государств, проявляющих интерес к её деятельности.
Ассоциация содействует издательской деятельности, под её эгидой издается Российский ежегодник международного права и несколько журналов по международному праву.

## Членство
Членство в ассоциации бывает двух типов.
- Член центрального аппарата
- Член национальной ассоциации

Член национальной ассоциации — самое распространенное членство. Членами национальных ассоциаций по состоянию на конец 2009 года является примерно 3300 человек в 46 национальных ассоциациях. Правила вступления в национальную ассоциацию соответствуют основным критериям Ассоциации международного права, но тем не менее реализуются на местах по-разному.
Член центрального аппарата — достаточно редкий и исключительный статус. Основным отличаем от членства в национальной ассоциации, в центральный аппарат не принимают, а выбирают на Исполнительном совете Ассоциации международного права — главном исполнительном органе ассоциации, собирающемся дважды в год. Выбирают в члены центрального аппарата очень редко, по состоянию на:
- 15 июля 2010 года в Центральном аппарате всего 115 человек, 5 организаций и 2 кандидата в члены!
- 21 сентября 2010 года в Центральном аппарате всего 117 человек, 4 организации и 5 кандидатов в члены!
- 18 января 2011 года в Центральном аппарате всего 129 человек, 4 организации и 0 кандидатов в члены!
- 17 июля 2011 года в Центральном аппарате всего 116 человек, 4 организации и 2 кандидатов в члены!

## Национальные ассоциации
По состоянию на 21 сентября 2010 года.
| Название                | Страна             | Кол-во членов | Президент |
| ----------------------- | ------------------ | ------------- | --- |
| Австралийская           | Австралия          | 112           | Стурзакер Дэмиан — один из ведущих Австралийских юристов по оценку AFR, партнер в «Marque Lawyers»                    |
| Австрийская             | Австрия            | 47            | Райниш Аугуст — д. ю. н., профессор в Венском университете                                                            |
| Американская            | США                | 354           | Нойес Джон — профессор                                                                                                |
| Аргентинская            | Аргентина          | 33            | Балестра Рикардо Р. — доктор наук                                                                                     |
| Бангладешская           | Бангладеш          | 13            | Хоссейн Камаль — доктор наук, руководитель одной из самых крупных юр. фирм Бангладеш «Dr. Kamal Hossain & Associates» |
| Белорусская             | Беларусь           | 16            | Людмила Павлова — профессор                                                                                           |
| Бельгийская             | Бельгия            | 45            | Боргт Ким Ван — профессор                                                                                             |
| Болгарская              | Болгария           | 25            | Янков Александр — Ph.D., профессор                                                                                    |
| Бразильская             | Бразилия           | 77            | Греблер Эдуарду |
| Британская              | Великобритания     | 378           | Карвер Джереми |
| Венгерская              | Венгрия            | 27            | Прандлер Арпад — посол                                                                                                |
| Восточно-Африканская    | Кения              | 19            | Мутай Генри — доктор наук                                                                                             |
| Германская              | Германия           | 280           | Штайн Торстен — профессор                                                                                             |
| Гонконгская             | Гонконг            | 11            | Фанг Дэниел |
| Греческая               | Греция             | 39            | Пазарцис Фотини — профессор                                                                                           |
| Датская                 | Дания              | 61            | Янтсен Хенрик Таль |
| Египетская              | Египет             | 10            | эль-Даккак М. Саид — профессор                                                                                        |
| Израильская             | Израиль            | 41            | - |
| Индийская               | Индия              | 203           | Кападиа С. Х. — Достопочтенный Шеф Юстиции                                                                            |
| Иранская                | Иран               | 14            | Эфтехар-Джахроми Гударз — доктор наук                                                                                 |
| Ирландская              | Ирландия           | 49            | Шабас Уильям — профессор                                                                                              |
| Испанская               | Испания            | 38            | Гонсалес Сориа Хулио — профессор                                                                                      |
| Итальянская             | Италия             | 35            | - |
| Канадская               | Канада             | 77            | Уокер Джанет — Ph.D., профессор                                                                                       |
| Китайская (Тайвань)     | Тайвань            | 29            | Жэнь Ян — профессор                                                                                                   |
| Корейская               | Республика Корея   | 29            | Ли Сан Мён — профессор                                                                                                |
| Мексиканская            | Мексика            | 31            | Берналь Карлос |
| Нидерландская           | Нидерланды         | 254           | Схрейвер Николас — профессор                                                                                          |
| Новозеландская          | Новая Зеландия     | 19            | Мэнсфилд Билл |
| Норвежская              | Норвегия           | 77            | Фифе Рольф Эйнар |
| Польская                | Польша             | 32            | Вырозумская Анна — профессор                                                                                          |
| Португальская           | Португалия         | 19            | Алмейда Рибейру Мануэл — профессор                                                                                    |
| Российская              | Россия             | 29            | Капустин Анатолий Яковлевич — д. ю. н., профессор                                                                     |
| Румынская               | Румыния            | 27            | Ауреску Богдан — доктор наук                                                                                          |
| Словенская              | Словения           | 40            | Скрк Мирьям — профессор                                                                                               |
| Тихоокеанская островная | ?                  | 2             | Моти Джулиан Р. — профессор                                                                                           |
| Турецкая                | Турция             | 19            | Кайя Ибрахим — доктор наук                                                                                            |
| Украинская              | Украина            | 13            | Майданик Роман — к. ю. н., профессор                                                                                  |
| Филиппинская            | Филиппины          | 34            | Сабио Камило |
| Финская                 | Финляндия          | 65            | Мёллер Густаф — судья                                                                                                 |
| Французская             | Франция            | 81            | Гийом Жильбер — судья                                                                                                 |
| Хорватская              | Хорватия           | 16            | Сикирич Хрвое — профессор                                                                                             |
| Чешская                 | Чешская Республика | 19            | Балаш Владимир — доктор наук                                                                                          |
| Шведская                | Швеция             | 56            | Бринг Уве — профессор                                                                                                 |
| Швейцарская             | Швейцария          | 100           | Циглер Андреас Р. — профессор                                                                                         |
| Южно-Африканская        | ЮАР                | 45            | Страйдом Хенни — профессор                                                                                            |
| Японская                | Япония             | 306           | Янаи Сюндзи — профессор                                                                                               |

- Самой молодой национальной ассоциацией является Украинская ассоциация международного права. Создана в декабре 2009 года.
- По состоянию на 21 июля 2010 года, Тихоокеанская островная ассоциация международного права не удовлетворяет минимальным требованиям, установленным конституцией Ассоциации международного права. Минимальное количество членов не может быть менее 10 человек.
- 21 сентября 2010 года в возрасте 93 лет умер президент Израильской ассоциации международного права — Шабтай Розен. 1

## Члены центрального аппарата

### Организации
По состоянию на 18 января 2011 года.
| Название                                     | Страна         | Руководитель                                         |
| -------------------------------------------- | -------------- | ---------------------------------------------------- |
| Колледж Олл Соулз (Оксфорд)                  | Великобритания | Джон Стюарт Виккерс — Ph.D., Ректор                  |
| Министерство иностранных дел Великобритании  | Великобритания | Уильям Хейг — Министр иностранных дел Великобритании |
| Достопочтенное общество «Линкольновский инн» | Великобритания | -                                                    |
| Достопочтенное общество «Греевский инн»      | Великобритания | -                                                    |

- По каким-то причинам в августе-сентябре 2010 года из членов центрально аппарата «Ассоциации международного права» вышло Великобританское «Достопочтенное общество школа суда Северной Ирландии».

### Физические лица
По состоянию на 18 января 2011 года.
| —         | Имя                                                              | Страна               | Работа |
| --------- | ---------------------------------------------------------------- | -------------------- | --- |
| Доктор    | Рувантисс Абейратне Ruwantissa Abeyratne                         | Канада               | Координатор по региональным отношениям Международная организация гражданской авиации |
| -         | Гранвилл Абибо Granville Abibo                                   | -                    | - |
| -         | Элизабет Эбун Аболарин Elizabeth Ebun Abolarin                   | -                    | - |
| Доктор    | Адесегун Акин-Олугбад Adesegun Akin-Olugbade                     | Нигерия              | Генеральный директор Африканской финансовой корпорации. |
| Судья     | Аун Шаукат Аль-Хасавне Awn Al-Khasawneh                          | Иордания             | судья международного суда ООН Председательствует в международном комитете АМП — «Мусульманское право и международное право» |
| -         | Ясир Альхадж Yassir Alhaj                                        | -                    | - |
| Доктор    | Ибрахим Альджази Ibrahim Aljazy                                  | Иордания             | Старший партнёр в «Aljazy & Co», Иордания |
| Судья     | Курош Х. Амели Koorosh H. Ameli                                  | Нидерланды Иран      | Региональный третейский суд города Тегеран |
| Доктор    | Читтхараньян Феликс Амерасингхе Chittharanjan F. Amerasinghe     | Бельгия США          | Институт международного права «Institut de Droit international» Член рабочей группы АМП — «Ответственность международных организаций» |
| -         | Сенай Андемариам Senai Andemariam                                | -                    | - |
| Доктор    | Эммануэл Опоку Аваку Emmanuel Opoku Awuku                        | -                    | - |
| Доктор    | Гилберт М. Банкобеза Gilbert M. Bankobeza                        | Кения                | Старший юрист, Секретариат по озону, Программа ООН по окружающей среде |
| Профессор | Маттео С. Барада Matteo S. Barada                                | -                    | - |
| -         | Синха Баснаяке Sinha Basnayake                                   | Шри-Ланка            | Бывший Директор Отдела по общеправовым вопросам Секретариата ООН |
| -         | Фатма Бассиуни Fatma Bassiouni                                   | -                    | - |
| -         | Кэрол Батчелор Carol A. Batchelor                                | Турция               | Представитель Управления Верховного комиссара ООН по делам беженцев в Турции. |
| -         | Эваристе Леопольд Батем Evariste Leopold Bathem                  | -                    | - |
| Доктор    | Дейвид Берри David Berry                                         | Содружество наций    | Преподаватель в Университете Вест-Индии |
| -         | Анна Бодли Anne Bodley                                           | США Австралия        | Юрист в Sondhi Williams LLP, США; Президент в Lex: lead; |
| -         | Чэнь Йиннин Yingning Chen                                        | -                    | - |
| -         | Теофанис Христофору Theofanis Christoforou                       | Бельгия              | Директор юридической службы Комиссии Европейского союза |
| Доктор    | Кипрос Хрисостомидес Kypros Chrysostomides                       | -                    | - |
| -         | Кристиан Конехеро Роос Christian Conejero Roos                   | -                    | - |
| Профессор | Бернардо М. Кремадес Санс-Пастор Bernardo M Cremades Sanz-Pastor | -                    | - |
| Профессор | Уильям Д. Дейви William J. Davey                                 | -                    | - |
| -         | Родригу Бернардо ди Соза Rodrigo Bernardo de Sousa               | -                    | - |
| -         | Диего Девос Diego Devos                                          | -                    | - |
| Профессор | Уильям Р. Данкан William R. Duncan                               | -                    | Заместитель генерального секретаря Гаагской конференции по международному частному праву |
| Посол     | Гудмундур Эрикссон Gudmundur Eiriksson                           | Исландия             | / Посол Исландии в Индии, ранее был послом Исландии в Канаде |
| -         | Амониа Джаспер Эрекосима Amonia Jasper Erekosima                 | -                    | - |
| Посол     | Азиза Фахми Aziza Fahmi                                          | Египет               | - |
| -         | Абубакар Фалл Aboubacar Fall                                     | -                    | - |
| -         | Цзянь Фан Jian Fang                                              | -                    | - |
| Доктор    | Нашон Фицванга Nashon Fitzwanga                                  | -                    | - |
| Профессор | Эрик Франкс Erik Franckx                                         | Бельгия              | Профессор международного права в Брюссельском свободном университете |
| Доктор    | Химена Фуэнтес Ximena Fuentes                                    | -                    | - |
| Профессор | Генри Гао Henry Gao                                              | Сингапур             | Профессор права в Сингапурском университете управления |
| Доктор    | Пейман Гаффари Peyman Ghaffari                                   | -                    | - |
| Доктор    | Жерардин Го Gerardine Goh                                        | -                    | - |
| Доктор    | Фернандо А. Гомес-Арбелаэс Fernando A. Gomez-Arbelaez            | -                    | - |
| Профессор | Раймундо Гонсалес Анинат Raimundo Gonzalez Aninat                | -                    | - |
| Доктор    | Христос Хаджиэммануил Christos Hadjiemmanuil                     | -                    | - |
| Профессор | Шань Хаи Лин Shan Hai Ling                                       | -                    | - |
| Судья     | Бэртон Холл Burton Hall                                          | -                    | - |
| -         | Чжэн Хуэй Хань Zheng Hui Han                                     | -                    | - |
| Профессор | Бернард Ханотяу Bernard Hanotiau                                 | -                    | - |
| -         | Эмиль Гасанов Emil Hasanov                                       | Азербайджан          | Азербайджанское Национальное агентство по разминированию (АNАМА) |
| -         | Ян Хладик Jan Hladik                                             | Франция              | Проектный специалист Дивизии культурного наследия UNESCO |
| Профессор | Локни Сю Locknie Hsu                                             | -                    | - |
| Профессор | Тереза Инфанте-Каффи Teresa Infante-Caffi                        | -                    | - |
| -         | Самир Джаррах Sameer Jarrah                                      | -                    | - |
| Доктор    | Бин Бин Цзя Bing Bing Jia                                        | -                    | - |
| -         | Кадри Ёоги Kadri Jogi                                            | -                    | - |
| -         | Уилберт Каахва Wilbert Kaahwa                                    | -                    | - |
| Доктор    | Эммануэль Кам Ёго Emmanuel Kam Yogo                              | -                    | - |
| Профессор | Патрик Кинш Patrick Kinsch                                       | -                    | - |
| Профессор | Владимир Копал Vladimir Kopal                                    | Чехия                | Профессор международного права, Университет Западной Богемии, Чехия. Член ряда комиссий ООН. |
| -         | Коротков Иван Борисович Ivan Korotkov                            | Украина              | Преподаватель факультета международных отношений Киевского международного университета |
| Доктор    | Эдвард Кваква Edward Kwakwa                                      | -                    | - Член рабочей группы АМП — «Ответственность международных организаций» |
| -         | Олювабунми Лар Oluwabunmi Lar                                    | -                    | - |
| Доктор    | Хосе Эктор Ледесма Jose Hector Ledesma                           | -                    | - |
| Профессор | Ли Лю Li Liu                                                     | -                    | - |
| -         | Майкл Лодж Michael Lodge                                         | -                    | - |
| Доктор    | Фади А. Макки Fadi A. Makki                                      | -                    | - |
| Профессор | Питер Маланчук Peter Malanczuk                                   | -                    | - |
| -         | Анвар Мансур Кхан Mansoor Khan                                   | -                    | - |
| -         | Фернандо Мантилья-Серрано Fernando Mantilla-Serrano              | -                    | - |
| Профессор | Петрос Мавроидис Petros Mavroidis                                | -                    | - |
| Доктор    | Зидан Мерибут Zidane Meriboute                                   | -                    | - |
| Профессор | Михаэль Мильде Michael Milde                                     | -                    | - |
| Профессор | Момир Милоевич Momir Milojevic                                   | -                    | - |
| -         | Акбар Мирза Akbar Mirza                                          | -                    | - |
| Доктор    | Мануэль Монтеагудо Manuel Monteagudo                             | -                    | - |
| Доктор    | Мутой Мубиала Mutoy Mubiala                                      | -                    | - |
| Профессор | Эзе Огери II Eze Ogueri II                                       | -                    | - |
| Доктор    | Стив Росс Айотунде Омисоре Steve Ross Ayotunde Omisore           | -                    | - |
| -         | Икпонмвонса Оморуи Ikponmwonsa Omoruyi                           | -                    | - |
| -         | Клемент Игодархо Осуйя Clement Ighodarho Osuya                   | -                    | - |
| Доктор    | М. К. В. Пинто M. C. W. Pinto                                    | -                    | - |
| -         | Чапагайн Кхагендра Прасад Chapagain Khagendra Prasad             | -                    | - |
| Профессор | Цинь Тяньнбао Tianbao Qin                                        | -                    | - |
| -         | Муруга П. Рамасвами Muruga P. Ramaswamy                          | -                    | - |
| -         | Александр Саич Aleksandar Sajic                                  | Босния и Герцеговина | Адвокатская фирма «SAJIC», Босния и Герцеговина. |
| -         | Пабло Сандонато де Леон Pablo Sandonato de Leon                  | -                    | - |
| -         | Чатупорн Савигамин Chatuporn Savigamin                           | -                    | - |
| Судья     | Мохамед Шахабуддин Mohamed Shahabuddeen                          | -                    | - |
| -         | Дэниел Симмс Daniel Simms                                        | -                    | - |
| -         | Ноэль-Этьен Г. Синатамбу Noel-Etienne G. Sinatambou              | -                    | - |
| Профессор | Майя Станивукович Maja Stanivukovic                              | -                    | - |
| -         | Джозеф Й. Стефанидес Joseph J. Stephanides                       | -                    | - |
| -         | Гопала Кришнан К. Сундарам Gopala Krishnan K. Sundaram           | -                    | - |
| Доктор    | Ник Норзрул Тани Nik Norzrul Thani                               | -                    | - |
| Профессор | Иржи Томан Jiri Toman                                            | -                    | - |
| -         | Серджо Угальде Sergio Ugalde                                     | -                    | - |
| Доктор    | Эдуардо Валенсия-Оспина Eduardo Valencia-Ospina                  | -                    | - Председательствует в рабочей группе АМП — «Ответственность международных организаций» |
| Профессор | Тибор Варади Tibor Varady                                        | -                    | - |
| -         | Мануэль Э. Вентура Роблес Manuel E. Ventura Robles               | -                    | - |
| Профессор | Рауф Версан Rauf Versan                                          | -                    | - |
| Профессор | Елена Вилус Jelena Vilus                                         | -                    | - |
| Профессор | Джордж Лукири Ваякоя George Luchiri Wajackoyah                   | -                    | - |
| Профессор | Дань Вэй Dan Wei                                                 | -                    | - |
| Профессор | Морин Уильямс Maureen Williams                                   | Аргентина            | Профессор международного права в Университете Буэнос-Айреса Председательствует в международном комитете АМП — «Космическое право» Член рабочей группы АМП — «Ответственность международных организаций» Член рабочей группы АМП — «Применение принципов гражданского права для развития международного права» |
| -         | Эдвард Д. Ф. Уилтшир Edward J. F. Wiltshire                      | -                    | - |
| -         | Сау Нган Вонг Sau Ngan Wong                                      | -                    | - |
| Доктор    | Айбибиа Лаки Ворика Ibibia Lucky Worika                          | -                    | - |
| Профессор | Сиенхо Йи Sienho Yee                                             | -                    | - Член рабочей группы АМП — «Применение принципов гражданского права для развития международного права» Член рабочей группы АМП — «Реформирование ООН» |
| Доктор    | Али Заид Ali Zaid                                                | -                    | - |
| Доктор    | Чжан Синьцзюнь Xinjun Zhang                                      | -                    | - |
| Профессор | Александр Белоглавек Alexander Belohlavek                        | Чехия                | Адвокатское бюро проф. Александра Белоглавека |
| Доктор    | Мушфак Мустафа                                                   | -                    | - |
| Магистр   | Адедоян Роудс-Вивур Adedoyin Rhodes-Vivour                       | Нигерия              | Управляющий партнёр Doyin Rhodes-Vivours & Co |
| Профессор | Эрнан Салинас Hernan Salinas                                     | Чили                 | Директор по правовым вопросам МИД Чили |
| Доктор    | Такаль Аль-Аджми Thaqal Al-Ajmi                                  | -                    | - |
| -         | Мухаммад Махмуд Muhammad Mahmood                                 | -                    | - |
| Доктор    | Бенуа Тюрка Benoit Turcat                                        |                      | |
| Профессор | Эудженио Роберто Калиджури Eugenio Roberto Caligiuri             |                      | |
| Доктор    | Олуфеми Элиас Olufemi Elias                                      |                      | |
| Доктор    | Бо Ли Bo Li                                                      |                      | |
| Доктор    | Хенри Менса Henry Mensah                                         |                      | |
| Доктор    | Мувфак Мустафа Muwfaq Mustafa                                    |                      | |
| -         | Учеора Онвуамаэгбу Ucheora Onwuamaegbu                           |                      | |
| Сэр       | Альберт Р. Палмер Albert R. Palmer                               |                      | |
| Доктор    | Дражен Петрович Drazen Petrovic                                  |                      | |
| Профессор | Чжао Хайфэн Haifeng Zhao                                         |                      | |
| -         | Редактор Вестника АМП The Editor, ILA Newsletter                 |                      | |
| -         | To Be Advised                                                    |                      | |

### Кандидаты в члены ЦА
По состоянию на 18 января 2011 года.
| — | Имя | Страна | Работа |
| - | --- | ------ | ------ |

## Международные комитеты АМП

### Действующие
| Название на английском языке                                        | Название на русском языке                                           | Кол-во членов | Председательствует                                               |
| ------------------------------------------------------------------- | ------------------------------------------------------------------- | ------------- | ---------------------------------------------------------------- |
| Baselines under the International Law of the Sea                    | Базисная линия в международном морском праве                        | 26            | Нельсон Долливер — судья, член Британской АМП                    |
| Cultural Heritage Law                                               | Законодательство в области духовного наследия                       | 28            | Нафзигер Джэймс — профессор, член Американской АМП               |
| Feminism & International Law                                        | Феминизм и международное право                                      | 21            | Манохар Суята В. — судья, член Индийской АМП                     |
| International Civil Litigation & the interests of the public        | Международный гражданский процесс и интерес публики                 | 27            | Кесседжян Катрин — профессор, член Французской АМП               |
| International Commercial Arbitration                                | Международный торговый арбитраж                                     | 55            | Лай Филип — профессор, член Нидерландской АМП                    |
| International Criminal Court                                        | Международный уголовный суд                                         | 38            | Торстен Штайн — профессор, член и президент Германской АМП       |
| International Family Law                                            | Международное семейное право                                        | 11            | Старк Барбара — профессор, член Американской АМП                 |
| International Human Rights Law Committee                            | Комитет по международным стандартам в области прав человека         | 27            | Керна Кристина — профессор, член Американской АМП                |
| International Law on Biotechnology                                  | Международное право по биотехнологиям                               | 22            | Котьер Томас — профессор, член Швейцарской АМП                   |
| International Law on Sustainable Development                        | Международное право по устойчивому экономическому развитию          | 31            | Николас Схрейвер — профессор, член и президент Нидерландской АМП |
| International Monetary Law                                          | Международное валютное право                                        | 43            | Уильям Блэр — сэр, член Британской АМП                           |
| International Protection of Consumers                               | Международная защиты потребителей                                   | 16            | Маркус Клаудия Лима — профессор, член Бразильской АМП            |
| International Securities Regulation                                 | Международные нормы по ценным бумагам                               | 28            | -                                                                |
| International Trade Law                                             | Международное торговое право                                        | 52            | Петерсман Е. У. — профессор, член Швейцарской АМП                |
| Islamic Law & International Law                                     | Мусульманское право и международное право                           | 18            | Аун Шаукат Аль-Хасауна — судья, член центрального аппарата АМП   |
| Non-State Actors                                                    | Негосударственные структуры                                         | 32            | Нурман Мэс — профессор, член Британской АМП                      |
| Nuclear weapons, non proliferation & contemporary international law | Нераспространение ядерного оружия в современном международном праве | 11            | Блэк-Бранч Джонатан Л. — профессор, член Британской АМП          |
| Outer Continental Shelf                                             | Внешний глубоководный континентальный шельф                         | 28            | Нельсон Долливэр — профессор, член Британской АМП                |
| Recognition/Non-recognition in International Law                    | Признание/Непризнание по международному законодательству            | 11            | Чаплински Владислав — профессор, член Польской АМП               |
| Reparation for Victims of Armed Conflict                            | Компенсация для жертв вооружённых столкновений                      | 32            | Ронцитти Наталио — профессор, член Итальянской АМП               |
| Rights of Indigenous Peoples                                        | Права коренных народов                                              | 26            | Виснер Зигфрид — профессор, член Американской АМП                |
| Space Law                                                           | Космическое право                                                   | 38            | Маурин Виллиамс — профессор, член центрального аппарата АМП      |
| Teaching of International Law                                       | Преподавательская деятельность в области международного права       | 27            | Бота Нэвил Ж. — профессор, член Южно-Африканской АМП             |
| The Legal Principles relating to Climate Change                     | Правовые принципы применительно к изменению климата                 | 26            | Мураса Синъя — профессор, член Японской АМП                      |
| Use of Force                                                        | Применение силы                                                     | 17            | О'Коннел Мэри Эллен — профессор, член Американской АМП           |

### Недействующие
| Название на английском языке                            | Название на русском языке                                                  |
| ------------------------------------------------------- | -------------------------------------------------------------------------- |
| Accountability of International Organisations           | Ответственность международных организаций                                  |
| Arms Control and Disarmament Law                        | Контроль над вооружениями и закон о разоружении                            |
| Aspects of the Law of State Succession                  | Аспекты законодательства о правопреемстве государства                      |
| Coastal State Jurisdiction over Marine Pollution        | Юрисдикция прибрежного государства к загрязнению морской среды             |
| Diplomatic Protection of Persons and Property           | Дипломатическая защита людей и собственности                               |
| Formation of Customary (General) International Law      | Формирование общего международного права                                   |
| Internally Displaced Persons                            | Вынужденные переселенцы                                                    |
| International Civil and Commercial Litigation           | Международное гражданское и коммерческое судопроизводство                  |
| International Human Rights Law and Practice (1997—2008) | Международное законодательство о правах человека и практика (1997—2008)    |
| International Law on Foreign Investment                 | Международное право о международных инвестициях                            |
| Legal Aspects of Sustainable Development                | Правовые аспекты об устойчивом развитии                                    |
| Refugee Procedures                                      | Процедуры по беженцам                                                      |
| Transnational Enforcement of Environmental Law          | Транснациональное обеспечение исполнения природоохранного законодательства |
| Water Resources Law                                     | Законодательство по водным ресурсам                                        |

## Рабочие группы АМП

### Действующие
| Название на английском языке                                               | Название на русском языке                                                     | Кол-во членов | Председательствует                                               |
| -------------------------------------------------------------------------- | ----------------------------------------------------------------------------- | ------------- | ---------------------------------------------------------------- |
| Practice and Procedure of International Tribunals                          | Процедуры и правктика в международном суде ООН                                | 6             | Лоран Буассон де Шазурн — профессор, член Французской АМП        |
| Responsibility of International Organisations                              | Ответственность международных организаций                                     | 21            | Эдуардо Валенсия-Оспина — доктор, член центрального аппарата АМП |
| Role of Soft Law Instruments in International Investment Law               | Роль инструментов «мягкого права» в законодательстве о зарубежных инвестициях | 14            | Франклин Берман — сэр, член Британской АМП                       |
| Sovereign Insolvency                                                       | Несостоятельность государства                                                 | 17            | Филип Вуд — профессор, член Британской АМП                       |
| The use of private law principles for the development of international law | Применение принципов гражданского права для развития международного права     | 11            | -                                                                |
| UN Reform                                                                  | Реформирование ООН                                                            | 14            | Хоссейн Камаль — доктор, член и президент Бангладешской АМП      |
| Teaching of International Law (Interest Group)                             |                                                                               | 2             |                                                                  |

- В ноябре 2010 года образована новая Рабочая группа АМП — Teaching of International Law (Interest Group)[43].

### Недействующие
| Название на английском языке | Название на русском языке        |
| ---------------------------- | -------------------------------- |
| Ground Water Resources       | Запасы подземных вод             |
| Law of State Responsibility  | Право ответственности государств |